# گونه‌زایی پیرابوم
در دانش فرگشت، گونه‌زایی پیرابوم یا گونه‌زایی پیرامیهن (به انگلیسی: Peripatric speciation) به ظهور یک گونه جدید در اثر دگرگونی ارگانیسم‌های جمعیت پایه‌گذار منزوی‌شده و در حاشیه قرار گرفته گویند.